# Den Bibliometriske Forskningsindikator
Den danske Bibliometriske Forskningsindikator (Danish Bibliometric Research Indicator, forkortet BFI) var en bibliometrisk metode til at måle den danske produktion af forskningspublikationer. Indikatoren blev skabt i 2009 som følge af et politisk forlig om fordelingen af økonomiske midler mellem danske universiteter. Databasen blev således udviklet med henblik på at kunne sammenligne forskningsproduktionen for hvert universitet. Den blev afviklet efter et forlig i 2021 for at forenkle fordelingen af penge til universiteterne.
BFI bestod af tre niveauer af point, som diverse kanaler blev tildelt. Med kanaler menes der både videnskabelige tidsskrifter, bogserier, som forskere kan få udgivet publikationer i, samt forlag. En publikation optjente således de point, som kanalen, den er udgivet i, har (fx gav niveau 1 et enkelt point). Pointene blev opgjort på institutionsniveau for at beregne fordelingen af de offentlige midler. En kanal skulle være fagfællebedømt, dvs. at forskere, ofte anonymt, inden for et givent videnskabeligt område bedømmer, retter og potentielt afviser en publikation, hvis ikke den lever op til en række videnskabelige idealer og overholder god forskningsetik. Internationale videnskabelige tidsskrifter og serier blev niveauinddelt på BFI-niveau 1 (normalt), 2 (højt) og et valgfrit BFI-niveau 3 (excellent). Forlag blev niveauinddelt på BFI-niveau 1 (normalt) og 2 (højt niveau).
Indtil 2022 havde knap 430 forskere til opgave løbende at vurdere tidsskrifternes, bogseriernes og forlagenes niveauer og holde det opdateret. Et politisk forlig bestemte imidlertid at simplificere processen ved at afskaffe BFI og genbruge BFI-tallene for 2021 til den fremtidige fordeling af den del af finansieringen som fordeles efter universiteternes performance hvad angår publikationer. Hjemmesiden bfi.dk lukkede derfor.

## Den nordiske liste
En lignende norsk liste, CRIStin (no), med videnskabelige niveauer af udgivelseskanaler, er offentliggjort af Norsk senter for forskningsdata (no) (NSD).
Siden 2015 har de nordiske lande samarbejdet om at udvikle et fælles register over autoriserede forskningspublikationskanaler med bibliografiske data om tidsskrifter, serier og forlag. NSD - Norsk Center for Forskningsdata, har koordineret den tekniske udvikling. Den nordiske liste består af et bibliografisk datasæt på de publikationskanaler, der er anført i hver lands nationale database. De nationale lister er teknisk forbundet, hvilket giver alle landene en fælles kilde til information, der er ønskelig ud fra ressourceeffektivitet og som et værktøj for landene uden en liste. Listen giver mere information ved at opdatere de bibliografiske data i de nationale databaser og letter en oversigt over forskningsresultater i de nordiske lande.

## Videnskabelige tidsskrifter på excellent dansk BFI-niveau
Følgende tidsskrifter har modtaget det højeste niveau (3) af den danske bibliometriske forskningsindikator:
Denne liste bliver periodisk opdateret af en bot. Manuelle ændringer ved listen bliver fjernet ved næste opdatering!
| Tidsskrift                                      | Grundlagt       | Hovedemne                             | Udgiver                                             | Netside | Impact factor |
| ----------------------------------------------- | --------------- | ------------------------------------- | --------------------------------------------------- | --- | ------------- |
| Advanced Materials                              | 1988            | Materialevidenskab                    | Wiley-Blackwell                                     | http://www.advmat.de http://onlinelibrary.wiley.com/journal/10.1002/(ISSN)1521-4095 |               |
| Annals of Internal Medicine                     | 1927            | Lægevidenskab                         | American College of Physicians                      | http://www.annals.org/ http://www.acponline.org/journals/annals/annaltoc.htm |               |
| Annual Review of Earth and Planetary Sciences   | 1973            | Geovidenskab Planetologi              | Annual Reviews                                      | https://www.annualreviews.org/journal/earth http://www.annualreviews.org/loi/earth http://earth.AnnualReviews.org http://earth.AnnualReviews.org/contents-by-date.0.shtml http://arjournals.annualreviews.org/loi/earth http://bibpurl.oclc.org/web/8910 http://adsabs.harvard.edu/journals_service.html                    |               |
| Cancer Cell                                     | 2002            | Onkologi                              | Elsevier Cell Press                                 | http://www.cancercell.org http://www.sciencedirect.com/science/journal/15356108 |               |
| Cell                                            | 1974            | cell biology                          | Elsevier Cell Press                                 | https://www.cell.com/cell/home http://www.cell.com/ http://www.sciencedirect.com/science/journal/00928674 |               |
| Cell Metabolism                                 | 2005            | Fysiologi                             | Elsevier Cell Press                                 | http://www.cellmetabolism.org http://www.sciencedirect.com/science/journal/15504131 |               |
| Cell Stem Cell                                  | 2007            | Udviklingsbiologi                     | Elsevier Cell Press                                 | http://www.cell.com/cell-stem-cell/home |               |
| Materials Science and Engineering Reports       | 1993            | Materialevidenskab                    | Elsevier                                            | http://www.elsevier.com/wps/find/journaldescription.cws_home/505673/description#description |               |
| Q180445                                         | 1869 1869-11-04 | Naturvidenskab transdisciplinarity    | Nature Portfolio Springer Science+Business Media    | https://www.nature.com/ http://www.nature.com/nature/ | 40.137        |
| Nature Biotechnology                            | 1983            | Bioteknologi                          | Nature Portfolio                                    | http://www.nature.com/nbt |               |
| Nature Cell Biology                             | 2005            | cell biology                          | Nature Portfolio                                    | http://www.nature.com/naturecellbiology http://www.nature.com/ncb/ |               |
| Nature Genetics                                 | 1992            | Genetik                               | Nature Portfolio                                    | http://www.nature.com/ng/index.html http://www.nature.com/ng/ http://genetics.nature.com/ |               |
| Nature Geoscience                               | 2008            | Geovidenskab                          | Nature Portfolio                                    | http://www.nature.com/ngeo/ http://www.nature.com/ngeo/index.html |               |
| Nature Materials                                | 2002            | material chemistry Materialevidenskab | Nature Portfolio                                    | http://www.nature.com/nmat/index.html http://www.nature.com/nmat/ |               |
| Nature medicine                                 | 1995            | Lægevidenskab                         | Nature Portfolio Springer Science+Business Media    | http://www.nature.com/nm/index.html http://www.nature.com/nm/ |               |
| Progress in Materials Science                   | 1949            | Materialevidenskab                    | Elsevier                                            | https://www.journals.elsevier.com/progress-in-materials-science http://www.sciencedirect.com/science/journal/00796425/ |               |
| Quarterly Journal of Economics                  | 1886            | Nationaløkonomi                       | Oxford University Press                             | http://qje.oxfordjournals.org/ http://www.jstor.org/journals/00335533.html https://academic.oup.com/qje https://firstsearch.oclc.org/journal=0033-5533;screen=info;ECOIP http://openurl.ingenta.com/content?genre=journal&issn=0033-5533 http://firstsearch.oclc.org                                                        |               |
| Reviews of Geophysics                           | 1963-02         | Geofysik                              | Wiley-Blackwell                                     | http://onlinelibrary.wiley.com/journal/10.1002/(ISSN)1944-9208 https://agupubs.onlinelibrary.wiley.com/journal/19449208 http://books.google.com/books?id=mcHyAAAAMAAJ http://catalog.hathitrust.org/api/volumes/oclc/11240991.html http://www.agu.org/journals/rg/                                                          |               |
| Q192864                                         | 1880            | Videnskab                             | American Association for the Advancement of Science | http://www.sciencemag.org/ http://sciencemag.org http://books.google.com/books?id=cgwuAAAAMAAJ http://books.google.com/books?id=uKaYkFOmxa4C http://books.google.com/books?id=BLsCAAAAIAAJ http://books.google.com/books?id=YffOnPg37wwC https://www.sciencemag.org/ https://www.science.org                                |               |
| The Journal of the American Medical Association | 1883            | Lægevidenskab                         | American Medical Association                        | https://jamanetwork.com/journals/jama http://jama.ama-assn.org/ http://books.google.com/books?id=q2IcAQAAMAAJ http://books.google.com/books?id=mPYbAQAAMAAJ http://books.google.com/books?id=NDocAQAAMAAJ http://books.google.com/books?id=cwAcAQAAMAAJ                                                                     |               |
| Q939416                                         | 1823            | Lægevidenskab                         | Elsevier                                            | https://www.thelancet.com/ http://www.thelancet.com/journal/ https://www.sciencedirect.com/journal/the-lancet/ |               |
| Q582728                                         | 1928-02-23      | Lægevidenskab                         | Massachusetts Medical Society                       | http://www.nejm.org/ http://gateway.ovid.com/ovidweb.cgi?T=JS&PAGE=toc&D=ovft&MODE=ovid&NEWS=N&AN=0000602224-000000000-00000 https://www.nejmqianyan.cn/ http://ejournals.ebsco.com/direct.asp?JournalID=102417 https://search.ebscohost.com/direct.asp?db=eoah&jid=102417&scope=site http://www.nejm.org/content/index.asp |               |
| The Review of Economic Studies                  | 1933            | Nationaløkonomi                       | Oxford University Press Wiley-Blackwell             | http://www.restud.com http://estar.bl.uk/cgi-bin/sciserv.pl?collection=journals&journal=00346527 http://firstsearch.oclc.org/journal=0034-6527;screen=info;ECOIP http://restud.oxfordjournals.org http://www.blackwellpublishing.com/journal.asp?ref=0034-6527                                                              |               |

∑ 23 items.

## Eksterne links
- Den Bibliometriske Forskningsindikator Arkiveret 22. august 2018 hos  Wayback Machine Uddannelses- og Forskningsministeriet
- Wikidata har en egenskab, BFI-niveau (P1240) til Danish Bibliometric Research Indicator level (BFI-niveau)